# Amomum robertsonii
Amomum robertsonii là một loài thực vật có hoa trong họ Gừng. Loài này được William Grant Craib mô tả khoa học đầu tiên năm 1913.

## Phân bố
Loài này có ở các bang Nam Shan, Myanmar; trong rừng thông và rừng hỗn hợp, ở cao độ 1.350 m (4.430 ft).